# 경기도 광주 일본도 살인사건
경기도 광주 일본도 살인사건은 경기도 광주시에서 주차 문제로 이웃과 다투던 남성이 일본도로 살해한 사건이라고 보도되었으나 가해남성이 이사 온 후 부터 평소 빌라 주민들 대다수에게 원인이 불명한 폭력과 관리비 횡령,주차공간이 세대수보다 많았음에도 불구하고 특정 주차자리를 확보하기위해 빌라 현관진입로를 차로 막아서는 등의 문제를 일삼아 왔다 